# Fre de bicicleta

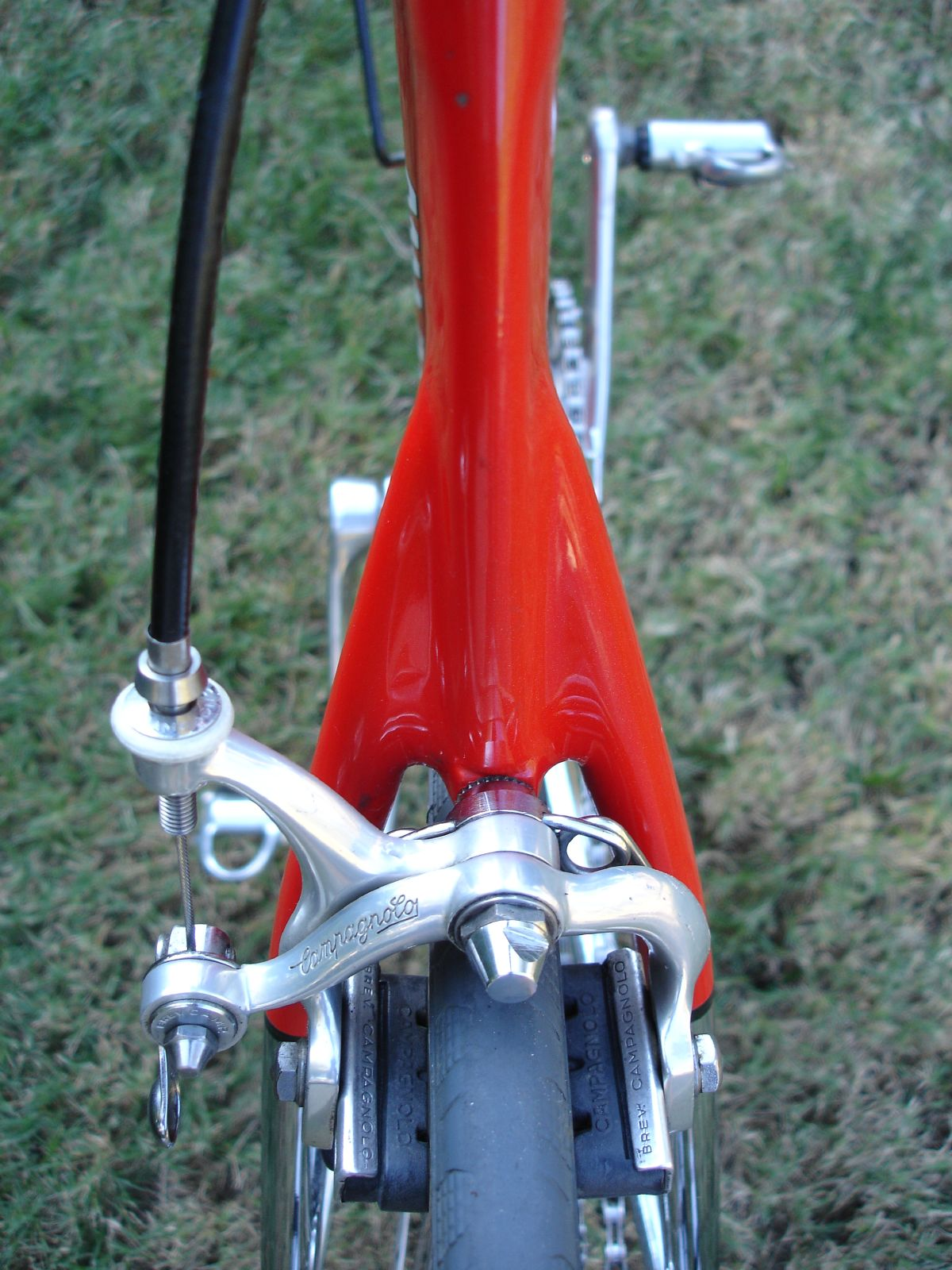
Fre posterior Campagnolo de tir lateral en una bicicleta de carretera Serotta de 1989

Un fre de bicicleta és un mecanisme que permet reduir o mantenir, sense que s'embali, la velocitat d'una bicicleta, o finalment aturar-la

## Història
Les primeres bicicletes, com les de roda alta, les bicicletes tipus velocípede, van ser equipades amb frens de cullera. Com eren bicicletes de pinyó fix, un ciclista podia també reduir la velocitat de marxa aplicant força per al sentit contrari del pedaleig, similar a les bicicletes de pista actuals.

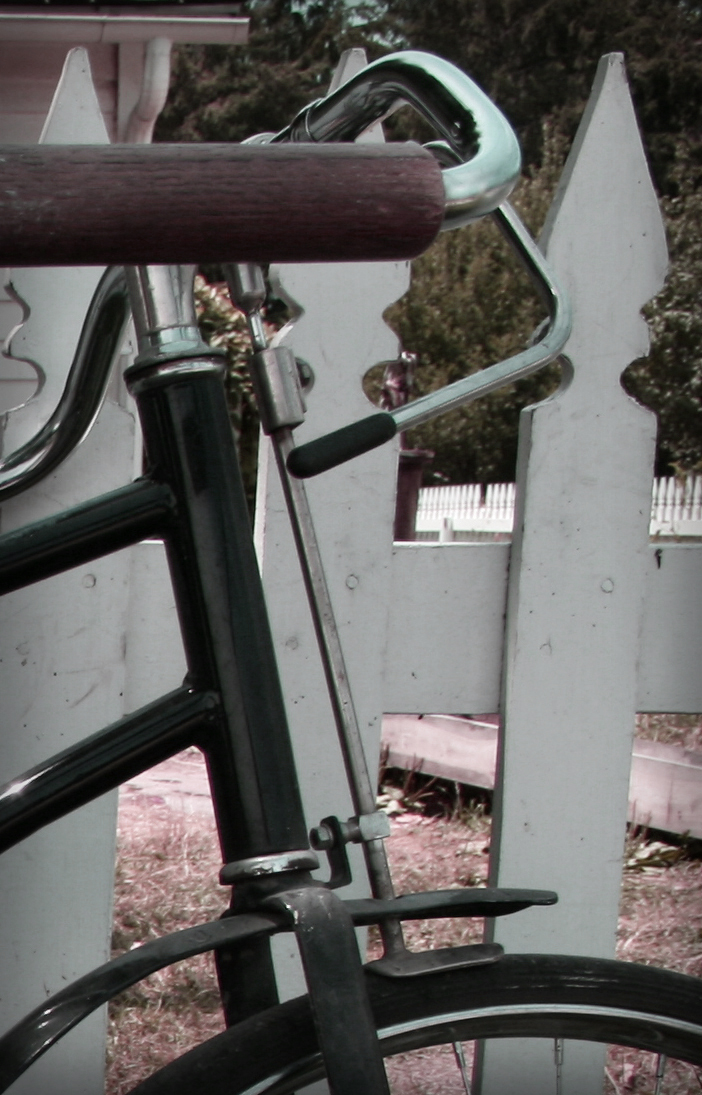
Fre de cullera accionat per vareta

La dècada de 1870 va veure el desenvolupament de la «bicicleta de seguretat», que gairebé s'assembla a les bicicletes d'avui en dia, amb dues rodes d'igual grandària, inicialment amb cobertes de goma massissa. Aquests anaven generalment equipades amb un fre davanter de cullera i sense fre posterior, com les bicicletes de roda gran, permetent el control de la velocitat pel control de pedaleig. Els frens de cullera no eren gaire poderosos i eren potencialment perillosos en un clima humit.
Amb la invenció dels pneumàtics en la dècada de 1890 va arribar el fre de llanda, que és el tipus de fre més estès en les bicicletes actuals, tot i que el fre de disc ha fet un avenç molt notable des de l'inici del s.XXI. No obstant això, als Estats Units i molts altres països d'Europa durant la major part del segle xx, el tipus més comú de fre va ser el fre de contrapedal, engranat pressionant cap enrere en els pedals. En Estats Units el fre de la llanda va començar a reemplaçar al fre de pedal en la dècada de 1970.

### Frens de cullera
Entre els primers frens desenvolupats emulant el «peu del ciclista», hi ha el «fre de cullera». És un fre que consistia en una palanca de vareta que pressionava una "galga" de cautxú o cuir contra el pneumàtic.
El fre de cullera de bicicleta precedeix al pneumàtic. Els frens de cullera es van utilitzar en el velocípedes amb rodes de cautxú massís en la dècada del 1800 i va continuar sent utilitzat després de la introducció de la bicicleta de seguretat amb pneumàtics d'aire, fins i tot fins a la dècada dels 1980 a països menys desenvolupats.
El fre de cullera consisteix en una pastilla (sovint de cuir) que es pressiona sobre la part superior del pneumàtic davanter.
Aquests van ser gairebé sempre frens de vareta amb la palanca al costat dret del manillar.

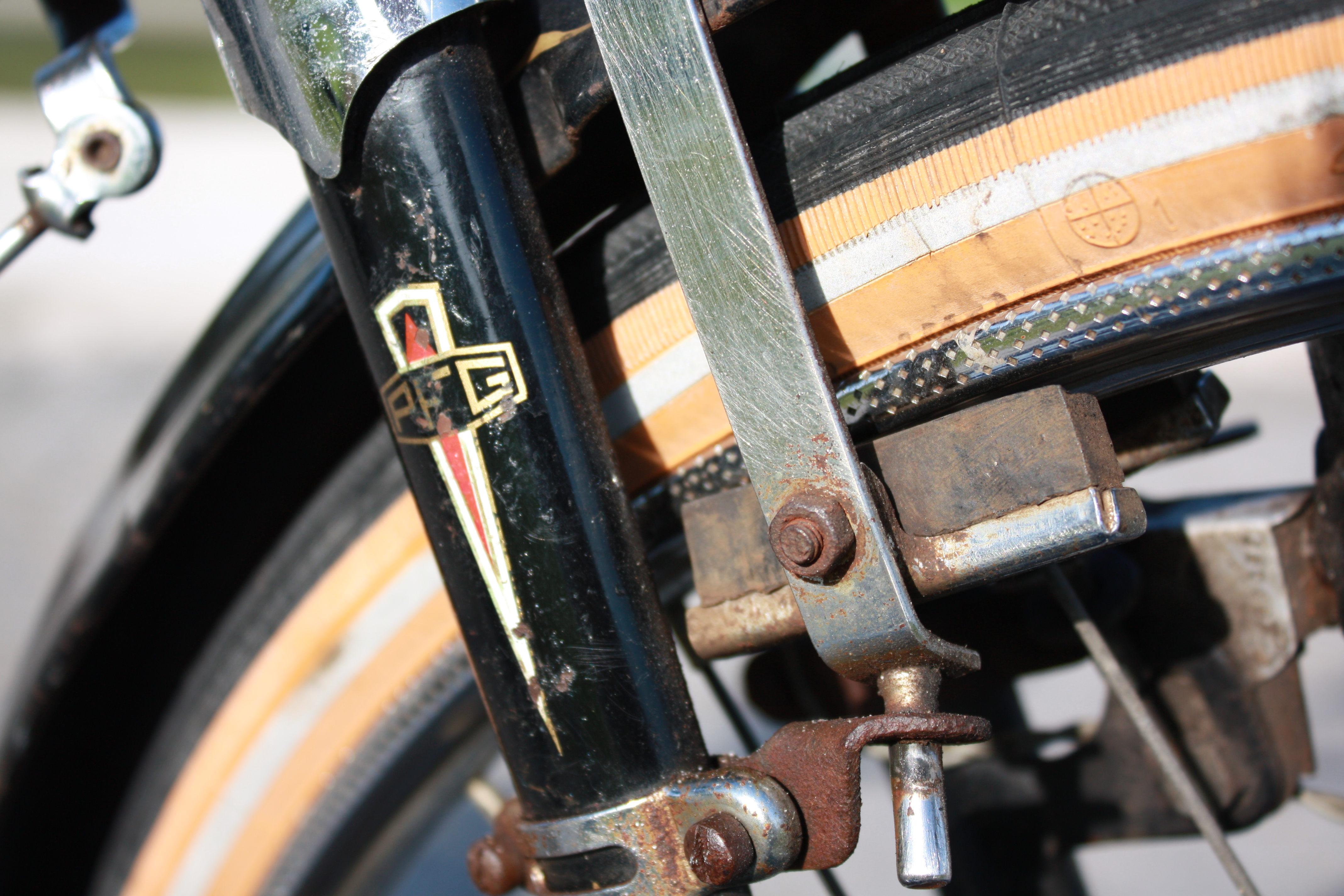
Fre de vareta

En els països en desenvolupament, de tant en tant, una palanca operada pel peu s'adaptava a les robustes bicicletes de carretera tipus anglesa amb frens de palanca de corrons.
Consta d'una molla amb ressort improvisat a la part posterior de la forquilla. Aquesta es pressiona en contra de la roda davantera amb el peu del ciclista.
Potser més que qualsevol altra forma de fre de bicicleta, el fre de cullera és sensible a les condicions de les carreteres i augmenta considerablement el desgast dels pneumàtics.
Encara que obsolet a causa de la introducció del fre contrapedal i el fre de palanca de corró, el fre de cullera es va seguir utilitzant a Occident complementàriament en les bicicletes d'adults, fins a la dècada de 1930, i en les bicicletes per a nens fins a 1950. En els països en desenvolupament, es van fabricar fins a una data molt més recent.

### Frens de vareta

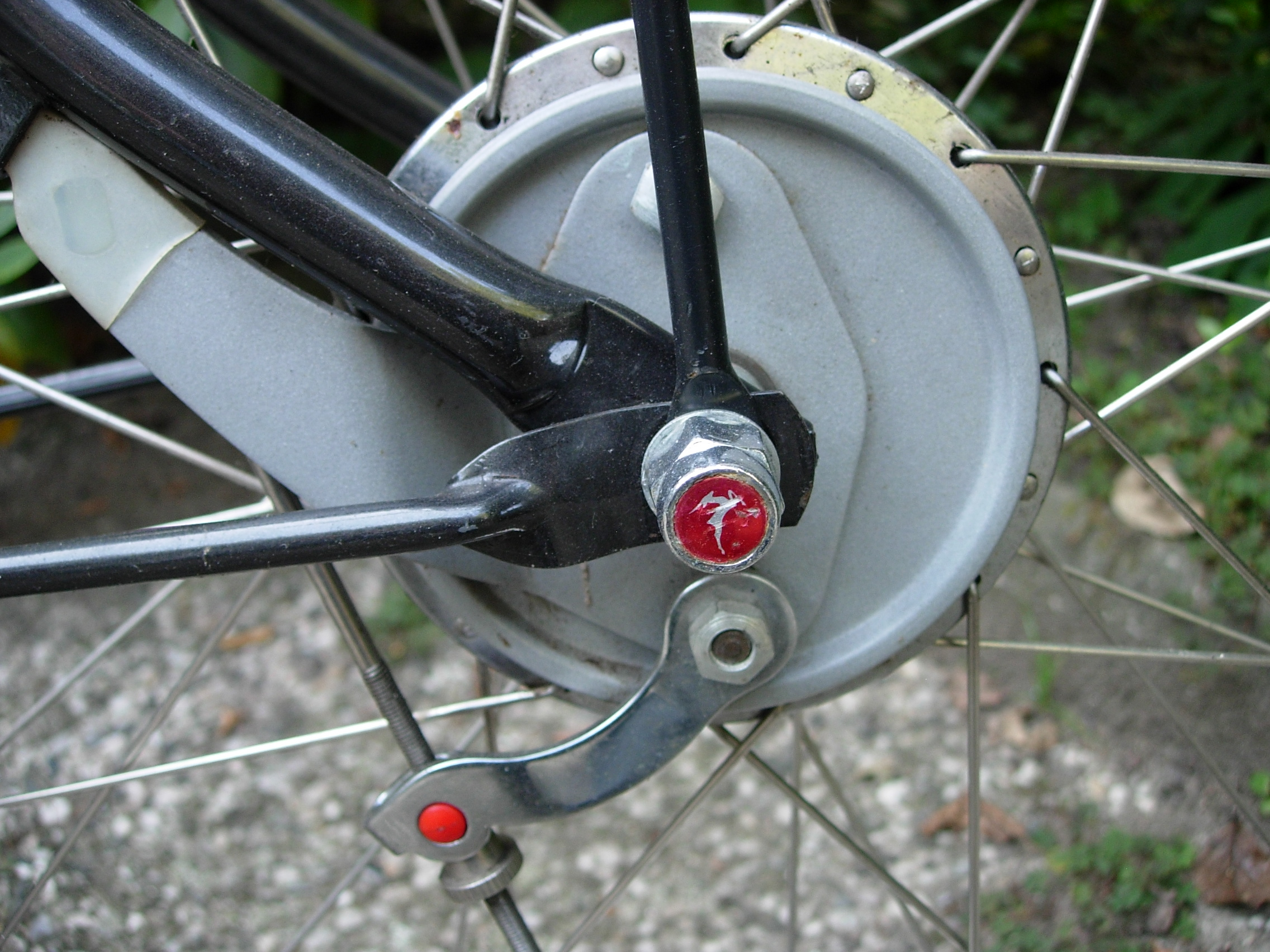
Fre de tambor accionat per vareta

El Fre amb accionament de vareta, o simplement de fre de vareta (o fre de corrons) utilitza una sèrie de varetes i pivots (en comptes de cables Bowden) per transmetre la força aplicada per una palanca de mà per pressionar els coixinets (pastilles) cap amunt contra la superfície interna (cap al centre) de la llanda de la roda.
Els frens de vareta s'utilitzen en una llanda amb un perfil particular coneguda com la llanda de Westwood, que té una superfície lleugerament còncava en la superfície de frenada i no té la superfície exterior plana requerida pels frens que s'apliquen amb pastilles a banda i banda de la llanda.
El mecanisme d'enganxall davanter és complicat per la necessitat de permetre la rotació on la forquilla s'uneix al tub frontal. Encara que difícil i complex, les connexions són fiables i duradores i es poden reparar o ajustar amb eines simples de mà. El disseny encara té un cert ús, normalment en bicicletes domèstiques tradicionals, particularment a Europa Continental, Àsia oriental, Àsia meridional i Àfrica.
Alguns frens de vareta utilitzen les barres per operar un fre de tambor, aquesta configuració és popular als Països Baixos.

## Tipus de frens actuals
Tots els sistemes de frenada poden classificar en dos tipus: frens de llanda i frens de boixa. Els primers actuen sota la pressió exercida sobre banda i banda de la llanda mentre els frens de boixa per la seva part actuen a través de la pressió exercida sobre la boixa de la roda.
- Frens de llanda: els més habituals.
- Frens de boixa: frenen la velocitat actuant sobre la boixa
- Frens de disc: frenen la velocitat actuant sobre un disc collat a la boixa

## Tipus de frens
|  |  |  |  |  |

### Frens de llanda

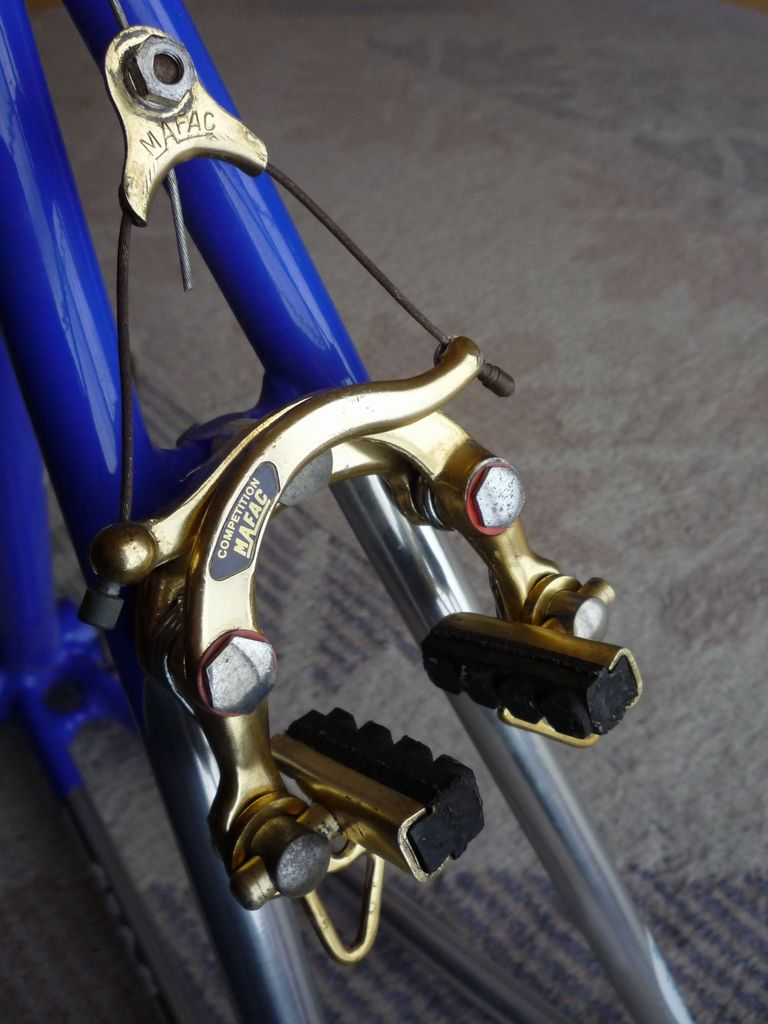
Fre caliper de tir central MAFAC Competition

Els frens de llanda es diuen així perquè la força de frenat s'aplica per la fricció dels coixinets (pastilles) sobre la llanda de la roda giratòria, frenant així i la bicicleta. Les pastilles de fre poden ser de cuir o de goma i es munten en caixes de metall. Els frens de llanda s'activen normalment en estrènyer una palanca muntada al manillar pel conductor.
Els següents són alguns dels molts sub-tipus de frens de llanda.

#### Frens de pinces (caliper)
Els frens caliper (frens de pinces) són els clàssics frens de tir lateral accionats per cable, es munten en un sol punt per sobre de la roda i són gairebé omnipresents en les bicicletes de carretera.

#### Frens cantilever
Cantilever és una denominació anglesa utilitzada freqüentment per referir-se al fre de llanda de tir central. Una variació del Cantilever són els frens de rotllana i lleva, denominat en anglès com Roller-cam , proporcionen encara més potència i precisió, però exigeixen major manteniment. Usats en general en les bicicletes de muntanya.

#### Frens V-brake
V-brakes ® són frens cantilever de tir lateral i es munten en els mateixos suports del frens de marc - es diferencia una mica de - els braços són més llargs i l'allotjament del cable està connectat a un braç i el cable a l'altre.

#### Dissenys alternatius de frens de llanda
Hi ha dos dissenys alternatius de frens que normalment s'instal·len en algunes bicicletes noves. Aquests són els frens caliper de tir central, en alguns casos però no sempre, utilitzats en bicicletes més barates i de nens, i el U-brake muntat en les bicicletes BMX. Els frens de tir central funcionen de la mateixa manera que els caliper de tir lateral, mentre que els frens O-brake s'assemblen als cantilevers.

### Frens de boixa

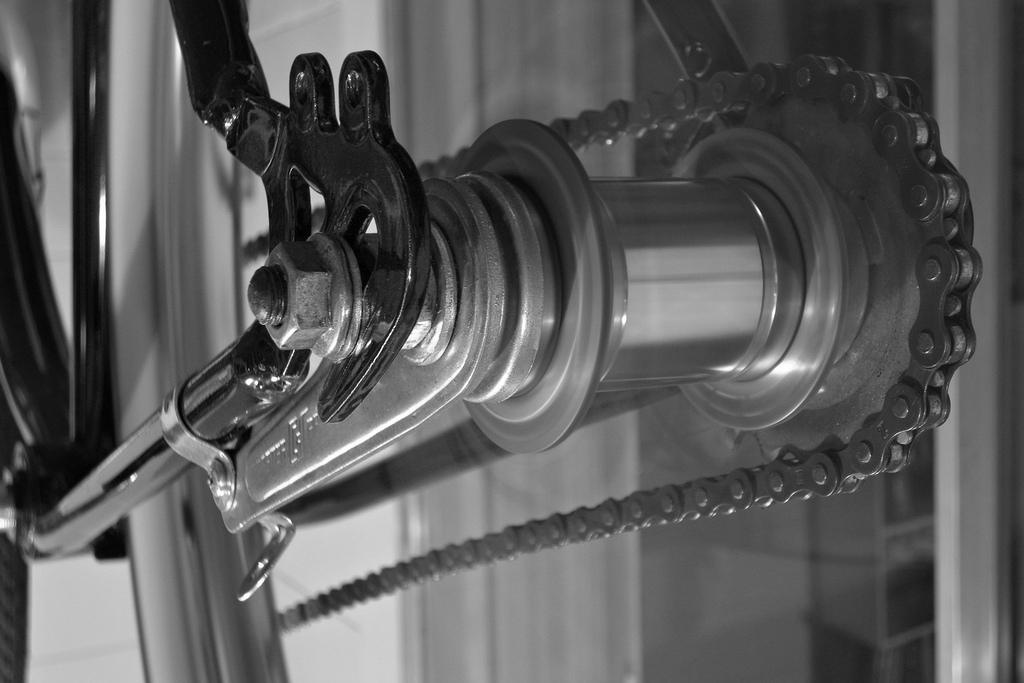
Boixa d'una sola velocitat amb frens de contrapedal

#### Frens de contrapedal
Frenen la roda posterior al pedalejar cap enrere, comú en bicicletes antigues i bicicletes de platja. També és freqüent trobar-los als països del nord d'Europa com ara Dinamarca, Països Baixos o Suècia. No els afecta la pluja. A més a més són part de la revolució d'una velocitat, encara que per fer esprints i per estar segur, qualsevol bicicleta necessita un fre davanter.

#### Frens de tambor
Els frens de tambor són un sistema de frens en el qual dues sabates oposades entre si per un moviment d'expansió, freguen amb l'interior d'un cilindre, anomenat tambor, que gira entre la roda i la boixa. Són molt utilitzats en bicicletes urbanes europees i japoneses, i, no es veuen afectats per la pluja o les condicions climatològiques adverses.

### Frens de disc

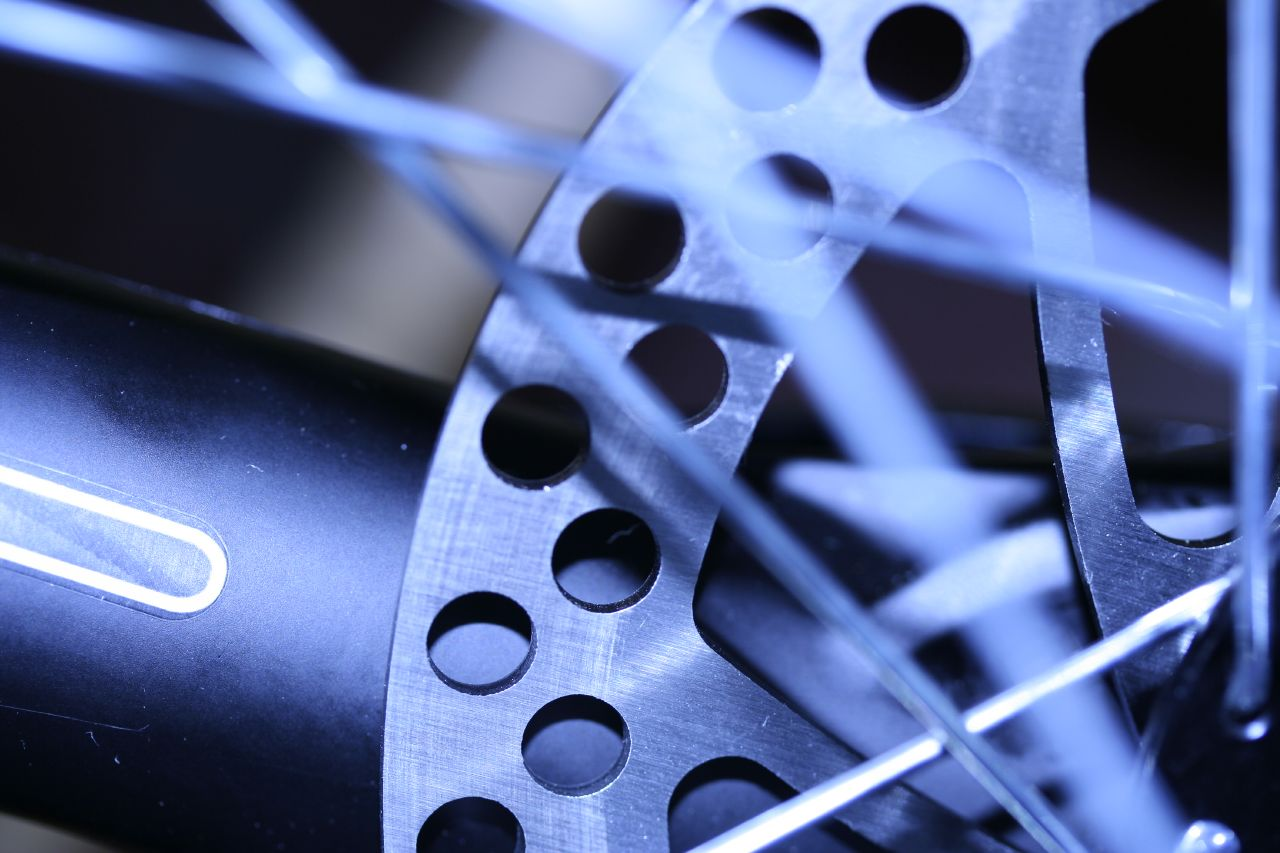
Fre de disc

Els frens de disc, mecànics o hidràulics, són cada vegada més utilitzats, sobretot en bicicletes de muntanya. En alguns casos és impossible instal·lar frens de disc degut a l'absència d'ancoratges per instal·lar-hi el mecanisme, si la forquilla, o la llanda no disposa d'una pista on la pastilla pugui fregar.
No obstant això, una llanda pot ser apta tant per a un ús amb mordasses com per fer-ho amb disc. Les pastilles necessiten una llanda amb superfície adequada per frenar i els discos una boixa adequada per instal·lar-hi el disc i que els radis siguin forts per aguantar l'esforç de torsió.
Es destaquen per la seva potència, però en alguns casos són triats per altres motius. En bicicletes de carretera no són utilitzats perquè el seu pes és més gran que els frens de tipus pont, i la potència bruta és menys important que les millores aerodinàmiques, l'eficàcia amb meteorologia adversa o la robustesa. D'altra banda, les bicicletes reclinades tenen un centre de gravetat més baix i la potència dels discos pot ser aprofitada sense preocupar-se si la roda del darrere s'eleva per l'acció d'aquest.

### Frens hidràulics
Els frens hidràulics funcionen mitjançant la pressió de fluids en comptes de fer-ho a través de cables, són comuns en les aplicacions en frens de disc o cantilever. Són especialment eficaços en condicions d'humitat, fang o gel.

## Mecanisme d'activació

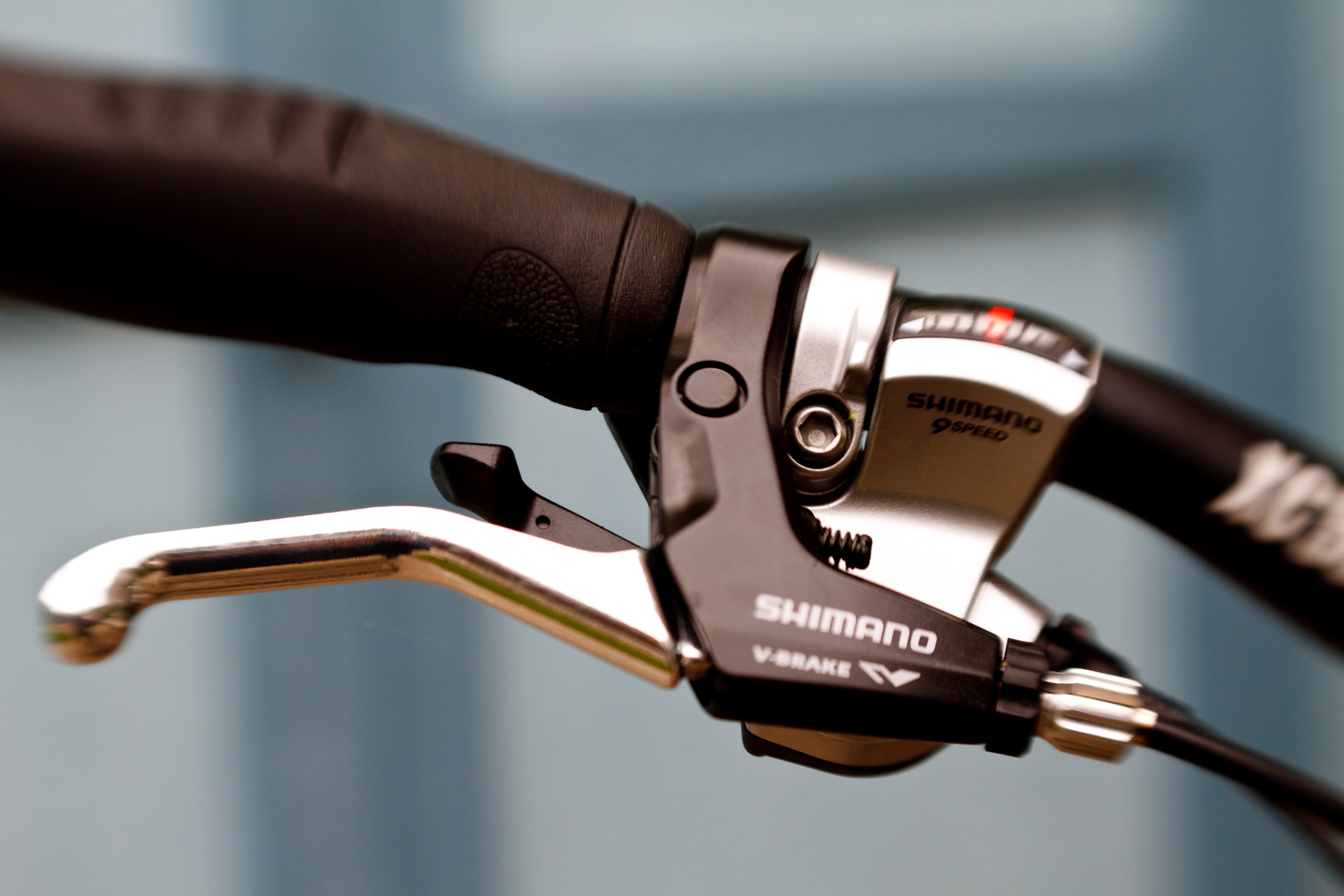
Palanca de fre amb palanca de canvi integrada

El mecanisme d'activació és la part del sistema de frens que transmet la força del ciclista a la part del sistema que fa la frenada. Els sistemes de mecanismes d'activació de frens poden ser mecànics o hidràulics.

### Mecànic
El principal mecanisme d'accionament mecànic modern usa les palanques de fre, al costat dels cables Bowden per moure els braços del fre, que obliguen a les pastilles a fregar contra la superfície de frenada de la llanda. Hi ha altres mecanismes d'accionament mecànic: vegeu Frens de contrapedal per veure els mecanismes d'accionament del pedal cap enrere, i frens de vareta accionada per un mecanisme que incorpora barres de metall.
Els primers frens de cullera s'accionaven mitjançant una vareta que s'accionava amb la torsió d'una palanca al manillar.

#### Hidràulic
Els frens hidràulics també utilitzen palanques de fre per empènyer el líquid d'un dipòsit a través d'una mànega per moure els pistons d'un bombí, cosa que obliga als coixinets contra a la superfície de frenada de la llanda. Tot i que els frens hidràulics de llanda existeixen, avui en dia el mecanisme d'accionament hidràulic s'identifica sobretot amb els frens de disc.
Hi ha dos tipus de líquid de frens que s'utilitzen avui en dia: L'oli mineral i líquid de frens DOT. L'oli mineral és generalment inert, mentre que el DOT és corrosiu per a la pintura del quadre, però té un punt d'ebullició més alt. Utilitzant el fluid equivocat pot causar els segells a inflamar o oxidar-se.

#### Palanques de fre
Les palanques de fre estan en general muntades sobre el manillar a l'abast de la mà del ciclista. Poden estar separats o integrats en el mecanisme de canvi. La palanca del fre transmet la força aplicada pel pilot a través d'un dispositiu mecànic o hidràulic.